# Rhythmist
「Rhythmist」（リズミスト）は、ZZの通算6枚目、メジャー初のシングル。

## 解説
表題曲は、TBS系『COUNT DOWN TV』4月度オープニングテーマに起用された。カップリングはDA PUMPのKEN、Tomoe Maedaとのコラボレートを収録。

## 収録曲
1. Rhythmist
作詞：SOTARO　作曲・編曲：ZZ
2. Walk in the light (feat. KEN from DA PUMP)
作詞：SOTARO・KEN　作曲・編曲：ZZ
3. It's days
作詞：SOTARO　作曲・編曲：ZZ
4. Stand Alone (feat. Tomoe Maeda)
作詞：SOTARO 作曲・編曲：ZZ
5. Rhythmist (inst.)
6. Walk in the light (inst.)
7. It's days (inst.)
8. Stand Alone (inst.)